# Tkalčićeva ulica
Ulica Ivana Tkalčića ili Tkalčićeva ulica je ulica u središtu Zagreba. Proteže se od blizine središnjeg Trga bana Jelačića do njegovog sjevernog kraja u Maloj ulici, ulica teče između Gornjeg Grada na zapadu i Nove Vesi na istoku. Ulica se administrativno nalazi unutar gradske četvrti Gornji Grad–Medveščak, a čini bivšu općinu "August Cesarec" (ukinuta 1994.). Prema popisu stanovništva Hrvatske iz 2001. godine, ulica ima 1591 stanovnika.

## Povijest
Tkalčićeva čuva duh prošlih vremena i istovremeno predstavlja moderni duh današnjice. Novo lice dobila je početkom 21. stoljeća, točnije 2002. godine kada je uslijedilo uređenje triju parkova i dječjeg igrališta, ali i raznih komunalnih popravaka i radova.
Nekada je Tkalčićeva bila potok okružen zelenim drvećem, raslinjem i mlinovima, koje su podizali brojni posjednici iz zagrebačkih utvrđenih i najstarijih naselja, Kaptola i Gradeca. Potok se zvao Medveščak, Stari Potok, Crikvenica, Crkvenik. Na njemu je, između ostalih, ležao i čuveni Krvavi Most.
Tako je nastala ulica imena Potok, koja je bila posipana šljunkom iz Trnja. U ulici su živjeli siromašni radnici i sluge koji su radili za bogate građane Gradeca i crkvene vjerodostojnike Kaptola. Poslije nekog vremena ulica je asfaltirana. Ime Tkalčićeva dobiva 1913. godine u čast povjesničara Ivana Krstitelja Tkalčića.
Jedan od najprepoznatljivijih znakova ove ulice svakako je sunčani sat, postavljen 1972. godine na staru zgradu. On pokazuje pravo sunčano vrijeme. Postavila ga je grupa učenika Škole za primijenjenu umjetnost. Tkalčićeva osamdesetih godina prošlog stoljeća doživljava brojne promjene.